# مهرجان حب الملوك
مهرجان حب الملوك أو مهرجان الكرز (بالإنجليزية: Cherry Festival) يعتبر من أقدم المهرجانات الشعبية في المغرب تجري أحداثه بمدينة صفرو المغربية منذ عام 1919 ميلادية ولقب في عام 2024 في دورته ال 100، بشيخ المهرجانات. يحضر هذا المهرجان الكثير من السياح الأجانب والزوار المغاربة. ويتميز المهرجان بترشيح الفتيات لنيل لقب ملكة جمال حب الملوك.
ويعكس مهرجان حب الملوك بصفرو و الذي أدرجته منظمة اليونسكو ضمن قائمة التراث الإنساني الثقافي غير المادي سنة 2012، قيم التسامح والتعايش التي يتميز بها سكان المدينة التي تعايشت فيها الديانات السماوية الثلاث.
ويعكس مهرجان حب الملوك بصفرو و الذي أدرجته منظمة اليونسكو ضمن قائمة التراث الإنساني الثقافي غير المادي سنة 2012، قيم التسامح والتعايش التي يتميز بها سكان المدينة التي تعايشت فيها الديانات السماوية الثلاث.
وتجتمع بهذه المناسبة التي تنظم خلال شهر يونيو كل مكونات المدينة، حيث يتم الاحتفاء بموسم حب الملوك، وانتخاب ملكة حب الملوك ووصيفاتها.
كما يشكل هذا الملتقى مناسبة سانحة لإنعاش الاقتصاد المرتبط بالتراث غير المادي لمدينة صفرو والإرث الثقافي العريق للجهة الذي يتميز بالتعدد والتنوع، لاسيما في ما يتعلق بالصناعة التقليدية والمنتوجات المحلية.
ويعتبر المغرب من بين البلدان المنتجة للكرز، بحوالي 7.4 ألف طن. وعملية جني ثمار الكرز تكون عادة ما بين نهاية شهر مايو وبداية شهر يوليو. وقد أُسس مهرجان حب الملوك بمدينة صفرو في المغرب احتفاءا بهذه الفاكهة منذ عام 1919 ميلادية. ويحضر هذا المهرجان الكثير من السياح الأجانب علاوة على الزوار المغاربة من العديد من المدن المختلفة.
وتتزامن الاحتفالات مع نهاية موسم قطف فاكهة الكرز ويطلق على المهرجان اسم «مهرجان حب الملوك» تيمنا بها. ويقام لمدة ثلاثة أيام في يونيو من كل عام، ويعرف المهرجان اختيار ملكة الجمال. ويقول منظموا المهرجان إن صفرو هي المدينة المغربية الوحيدة التي تتوج ملكة الجمال بدون حساسيات سياسية بموازاة مع تنظيم مهرجان حب الملوك، والسر في الجمع بين الاحتفالين تشابه فاكهة حب الملوك أو الكرز الخجولة بملامح الفتاة الجميلة.
ويتم اختيار ملكة الجمال ووصيفتيها من بين تسع مرشحات، وفي احتفال ترافقه الأهازيج العربية والأمازيغية تكلل ملكة الجمال ووصيفتيها، يعقبه استعراض شعبي يطوف شوارع المدينة مصحوبا بنغمات فرق موسيقية شعبية تختزل الترابط القديم الجديد بين جمال الطبيعة والجمال الآدمي.

## التسمية
يعود اصل تسمية فاكهة الكرز بحب الملوك إلى سكان المغرب، حيث ومنذ ظهورها في سفح جبال الاطلس، اشتهرت بكونها تعالج مرض النقرس والذي كان يطلق عليه بين السكان المحليين بـ«المـلَوك». حيث عرف عنها ان لها فوائد صحية كثيرة والتي من أهمها المساعدة على علاج هذا الداء فسميت حبات الكرز بحب الملوك، ومنها جاءت تسميت المهرجان الذي يقام احتفالا بهذه الفاكهة بمهرجان حب الملوك.

## تاريخ
بعد انتشار غرس شجرة الكرز في بساتين مدينة صفرو، وللتعريف بها خارج المنطقة والترويج لمنتوجها على الصعيد الوطني، وكعادة بعض المدن في أوروبا خصوصا في فرنسا، فكر المستعمر في خلق مهرجان (موسم) من أجل الاحتفال بغلة هذه الشجرة التي تأصلت في تربة غير تربتها. وكان أول احتفال أقيم بهذه المناسبة في حانة سيطلق عليها فيما بعد اسم مقهى حب الملوك والتي ستتحول إلى مقر لفرع البنك المغربي للتجارة الخارجية، ونظرا للإقبال الذي صادفه الاحتفال تم نقله في السنة الموالية إلى حديقة المسبح البلدي فوجد إقبالا أكبر، وبعدها فكر الأعيان والمعمرون في إعطاء الاحتفال طابعا رسميا من خلال تأسيس لجنة تشرف عليه منذ سنة 1919 وتتجدد كل سنة.
كانت فكرة الإحتفال تستند على تنظيم موكب استعراضي يجوب شوارع المدينة، تتقدمه دمية مصنوعة من القصب ترتدي ملابس نسائية، قبل اعتماد ملكة حقيقية، وذلك تماشيا مع أعراف المنطقة المحافظة وفقا للأفكار السائدة وقتها. ويعود الفضل في تنظيم أول دورة من المهرجان، لحاكم المدينة آنذاك الفرنسي «بيير سوغان»، الذي استلهم فكرة الإحتفال بفاكهة حب الملوك من مهرجان مماثل تنظمه بلدة «أولفي» المتواجدة بضواحي مدينة تولوز الفرنسية والتي تشتهر بزراعة نفس الفاكهة، وتم استنساخ جميع فقرات مهرجان «أولفي» بما فيها فقرة تتويج ملكة حب الملوك، ومنذ ذلك التاريخ كان يتم الاحتفال بمهرجان حب الملوك كل سنة مع الاحتفال بملكة الجمال على شكل دمية مصنوعة من القش يتم الباسها القفطان المغربي التقليدي ويجوب بها السكان مدينة صفرو تصاحبها اهازيج الاحتفال والرقص.
تغير اسم المهرجان سنة 1934، ليصبح رسميا «مهرجان حب الملوك»، وهي السنة التي سيتم فيها تعويض دمية القش بملكة حقيقية، حيث تطوعت الفرنسيات واليهوديات كملكات لحب الملــوك، وبعدها اشتد التنافس عندما ولجت حلبة المنافسة فتيات مسلمات. وقد منحت مرحلة الحماية وفترة ما بعد الاستقلال إلى حدود النصف الأول من السبعينات على الأقل قيمة مضافة من الجانب الإنساني الكوني لقيم التعايش والتسامح باعتبار الجالية المسيحية التي انضافت إلى المجموعات السالفة. ولهذه القيم النبيلة التي نظمت روح العلاقات بين مختلف الفئات الاجتماعية لمدينة صفرو.
لقد جسد الاحتفال ومشاركة كل الأجناس والأديان في الاحتفال إحدى الملامح الحضارية والإنسانية التي عرفت بها مدينة صفرو. فالتسامح والتعايش والتساكن طبع الاحتفال كما كان يطبع أحوال الناس في سائر الأيام الأخرى بالاندماج السكني والسكاني بأحياء «زمغيلة» و«المربع» و«الشباك» داخل الأسوار المدينة القديمة والمدينة الجديدة حيث تساكنت وتجاورت عائلات مسلمة ويهودية ومسيحية. وهذا ما أعطاه التنوع الذي عرف به في البدايات الأولى، وهو نفسه الذي رسخه كتقليد فرجوي قصده المغاربة من كل جهات البلاد. لقد كان الاحتفال فرصة للإبداع واستعراض الجمال، وفرصة لعرض أحسن منتوجات ثمرة الكرز وتكريم أحسن المنتجين، فأصبح مطلب التجديد مطروحا من طرف أكثر من جهة. وكانت أول ملكة تم اختيارها في سنة 1934، شابة تحمل الجنسية الفرنسية، تدعى “سوزان برنار”.
وتم إبتكار وسائل إحتفال جديدة تماشيا مع التغيير الذي عرفه المجتمع المغربي، حيث أصبح أكثر تنظيما بسبب تظافر جهود السلطات المحلية، والإقليمية والمصالح الخارجية والفاعلين في مختلف القطاعات الاقتصادية والاجتماعية وشركاء مؤسساتيين، وبدعم من مؤسسات وشركات من القطاع الخاص والعام.

## أنماط تسيير مهرجان حب الملوك

### التسيير من خلال لجنة الحفلات
مند السنوات الأولى لموسم حب الملوك فكر الأعيان والمعمرون في إعطاء الاحتفال طابعا رسميا تشرف عليه لجنة تتجدد كل سنة منذ إنشاءه ولكن ومع بداية الألفية الثانية تعدد الانتقادات للجنة المنظمة والتي كانت في الغالبية تتكون من مستشارين جماعيين وبعض الوجوه النافدة بالمدينة والتي كانت تسهر على تنظيم موسم حب الملوك في كل فقراته وكانت تسهر على جمع الموارد اللازمة لسد النفقات من مساهمة تجار وأعيان المدينة وكذا الرسوم المفروضة على الباعة المحليين والوافدين على المدينة، إلا أنه مع التطور الذي عرفته المملكة على الصعيد الإداري، فقد أصبحت اللجنة تفتقد مع بداية الألفية الثالثة للأهلية القانونية للتصرف في المال والعقاروهو ما أكدته تقارير المجلس الجهوي للحسابات. الأمر الذي حذا بالمنظمين إلى تبني مقاربة أشمل وأكثر انفتاحا على المحيط السوسيو- ثقافي وأكثر انسجاما مع المقتضيات القانونية، وهذا من خلال التسيير عن طريق منظمات وجمعيات المجتمع المدني.

### التسيير من خلال جمعيات المجتمع المدني
مكن ميثاق 1976 من نقلة نوعية للسلطة المنتخبة باختصاصات جديدة وقدرات مالية وموارد بشرية وإمكانيات مادية وتراكم خبرات لجنة الحفلات (Le Comité des Fêtes) في إغناء هذه الأخيرة، هذه اللجنة التي كانت تشرف على تنظيم فقرات المهرجان إلى حين التوجه نحو اشراك المجتمع المدني، وقد توج هذا التوجه بتأسيس «جمعية حب الملوك» سنة 2006، لتتكفل بتنظيم الموسم حب الملوك وهي مبادرة حميدة لأن اللجنة تفتقد الأهلية القانونية للتصرف في المال العام. وفي نفس هذه الفترة تم إطلاق مسلسل انفتاح الموسم تيمنا بموجة المهرجانات التي تأسست في مجموعة من المدن والمناطق المغربية، عوض التمسك بالخصوصية التي تكمن كذلك في التسمية. كما أن عملية اختيار ملكة حب الملوك لم تعد مقتصرة على المدينة بل صارت تشمل كل المدن المغرببية، وسجلت في نفس الوقت محاولة تغيير الاسم واستبداله بملكة جمال المغرب. وكل هذا من شأنه أن يفقد الموسم شرعيته ويقتل خصوصيته التي اكسبتها وشهرته وطنيا وعالميا والتي تميزه عن الجيل الجديد من المهرجانات التي اقتبست منه الشيء الكثير.
جاء تأسيس جمعية أطلق عليها اسم الحدث (بالانجليزية: Event) سنة 2010، تعنى بتنظيم المهرجانات والمواسم على صعيد إقليم صفرو. وكما كان منتظرا فقد دخل المولود الجديد مباشرة في تنافسية مع جمعية حب الملوك المحلية التي رأت في المبادرة أداة للتقليص من مساهمة الفعاليات المحلية، والتحكم في مهرجان حب الملوك.
وقد تناوبت الهيئات والجمعيات على مدار تاريخ المهرجان على مسؤولية تنظيمه وحسن تدبيره، حتى تم إنشاء مؤسسة كرز لصيانة وتثمين مهرجان حب الملوك وهي مؤسسة مدنية، بمشاركة الجماعة الترابية (بلدية صفرو) لتكون مسؤولة عن تنظيم المهرجان، الذي تم تصنيفه كتراث إنساني لامادي من قبل منظمة «اليونسكو» سنة 2012.

## فقرات المهرجان
يتضمن فقرات متنوعة ثقافية وفنية ورياضية واقتصادية وترفيهية تمتد على مدى أسبوع كامل تشمل فن التبوريدة، ومعارض فنية، بالإضافة إلى مساحات مخصصة للجمعيات المحلية والتعاونيات، للترويج لأنشطتها وتسويق منتجاتها المحلية وتطوير ديناميات اقتصادية إقليمية، لكن تبقى اللحظات الأقوى هي الفقرات التي تعرفها الثلاثة أيام الرسمية للمهرجان والتي تنطلق بمراسيم تتويج ملكة حب الملوك.
ويبدأ المهرجان باختيار ملكة حب الملوك، ووصيفاتها، وعروس عربية وأخرى أمازيغية، وفي اليوم الثاني ينطلق موكب المشاعل، ثم تتوج ملكة حب الملوك خلال اليوم الثالث، لتخرج عقب ذلك في موكب رسمي داخل عربة مكشوفة يتوسطها كرسي الملكة محاطا بكرسي الوصيفات. وبالرغم من أن مهرجان حب الملوك تأسس خلال الوجود الفرنسي بالمنطقة، فقد كان الصفريويون وسكان الضواحي يعيشون سنة كاملة على شوق التمتع بحفل موسم حب الملوك كما يطلق عليها محليا، فتمتلئ المدينة عن آخرها وينسى الفلاح والراعي والعامل همومه ويبتعد التاجر والموظف والصانع التقليدي عن مشاغله، ويستسلم الكبير والصغير والرجل والمرأة للفرجة.
حضور المهرجان في تظاهرات أخرى (محلية ودولية) تتمثل في:
- مشاركة مهرجان حب الملوك في مدينة فينيولا الايطالية.
- مشاركة مهرجان حب الملوك بموسم طنطان.
- مشاركة مهرجان حب الملوك بإمارة الشارقة.

كما قدم ممثلون عن مهرجان (حب الملوك) الذي تحتضنه مدينة صفرو منذ نحو 95 سنة، والذي يعد من أقدم المهرجانات التراثية الدولية المنتظمة، لمحة عن هذا المهرجان، واستعرضوا بهذه المناسبة التدابير التي تم القيام بها من أجل الوصول إلى تصنيف المهرجان كتراث ثقافي لا مادي للإنسانية لدى منظمة الأمم المتحدة للتربية والعلوم والثقافة (اليونسكو).

## الرعاية والتصنيف
جاءت سنتي 2010 و2012 لتغيير مجرى الأحداث، إذ دخل المهرجان منعطفا هاما الأول هو الرعاية السامية للملك محمد السادس والثاني تصنيف المهرجان تراثا ثقافيا لاماديا للإنسانية.

### رعاية الملك محمد السادس للمهرجان
إن من أهم مميزات تنظيم مهرجان حب الملوك أنه أصبح يحضى منذ دورته التسعين التي أقيمت سنة 2010، برعاية الملك محمد السادس وهو ما أعطاه دفعة كبيرة ودعما قويا ووسع من إشعاعه وطنيا ودوليا.

### تصنيف المهرجان ضمن قائمة التراث الثقافي اللامادي للإنسانية من طرف اليونسكو
كانت قد قررت كما هو معلوم منظمة الأمم المتحدة للتربية والثقافة والعلوم «يونسكو» على إثر الدورة السابعة لاجتماع اللجنة الحكومية المكلفة بالمحافظة على التراث اللامادي المنعقدة من 3 إلى 7 دجنبر 2012 بالعاصمة الفرنسية باريس، قررت تصنيف مهرجان حب الملوك الذي تنظمه مدينة صفرو منذ 1919 تراثا ثقافيا لاماديا للإنسانية. وقد تم هذا التصنيف بطلب من وزارة الثقافة المغربية بناء على الملف الذي أعدته لهذا الغرض بلدية صفرو بدعم من السلطات المحلية والمجتمع المدني وفق الشروط والمعايير المعتمدة. ويعد هذا الاعتراف تشريفا للمدينة والمغرب ككل الذي يتنامى الإقرار العالمي بعراقة وتنوع وخصوصية وقيمة موروثه الثقافي والتاريخي، ومن شأن هذا التصنيف أن يثمن المؤهلات السياحية لمدينة صفرو الألفية المتميزة بتاريخها القديم ورصيدها الثقافي المادي واللامادي.

## ملكة جمال حب الملوك
من شروط المشاركة أن تكون المرشحة مغربية الجنسية، عمرها بين 18 و26 سنة ذات سمعة حسنة، لا يقل طولها عن 1.65 مترا، ذات سمعة حسنة وتتمتع بمستوى ثقافي كبير، وأن لا يكون لديها سوابق عدلية، من معايير الانتقاء: الثقافة العامة، الأناقة، الكاريزما، الجمال، تعدد اللغات، مشروع المستقبل للملكة المتوجة، والقدرة على الانخراط في العمل الجمعوي لصالح نساء وشباب وأطفال المنطقة، بالإضافة إلى الدواعي الشخصية والاجتماعية للمرشحة.

### ملكة جمال نسخة 2019
تم تتويج الطالبة المغربية مريم بطاشة، في امسية يوم الجمعة 14 يونيو 2019، بلقب ملكة جمال حب الملوك لسنة 2019، بمناسبة الدورة الـ99 لمهرجان حب الملوك، المصنف كتراث لامادي للإنسانية من طرف منظمة اليونسكو منذ 2012. وكان تتويج بطاشة ذات 23 ربيعا المنحدرة من مدينة سيدي قاسم، بعد نجاحها في تقديم مشروع بيئي يخص محاربة التلوث بأحد اودية صفرو، اخذا بعين الاعتبار أن اختيار ملكة جمال حب الملوك يشترط فيه عدة معايير منها المستوى التعليمي والثقافي واللغوي وتقديم مشروع يهم المنطقة وجمال المرشحة.
كما أعلن في الأمسية عن تتويج اسم الوصيفة الأولى لملكة الجمال وهي زهرة بومالك 21 ربيعاً من مدينة الناظور الحاصلة على الباكلوريا وتشتغل مديرة للتسويق الإلكتروني، بينما تم اختيار الطالبة فاطمة السباعي 23 ربيعاً من مدينة كرسيف وصيفة ثانية.
*ملكة جمال نسخة 2024*
بمناسبة الدورة الـ100 لمهرجان حب الملوك التي اختارت كشعار لها "مئة عام من التداول و التماسك الاجتماعي"، و هو المهرجان المصنف كتراث لامادي للإنسانية من طرف منظمة اليونسكو منذ 2012، تم تتويج بشرى أباجة الساكنة بمدينة صفرو و المنحدرة من مدينة تاهلة ، قبيلة بني وراين، في أمسية يوم الخميس 6 يونيو 2024، بلقب ملكة جمال حب الملوك لسنة 2024، و هي الحاصلة على شهادة الماستر من المعهد الوطني للآثار والتراث بمدينة الرباط و التي نافست بمشروع إحداث متحف للمدينة و الذي سيكون بمثابة مزار سياحي ثقافي تربوي و تعليمي مهمته التعريف بتاريخ مدينة صفرو و تراثها و رصيدها المادي و اللامادي و تثمينه و الحفاظ عليه.
كما تم تتويج الشابة غيثة برجي من فاس وصيفة أولى، والشابة زينب أعوين من مدينة إيموزار كندر وصيفة ثانية، وذلك على أنغام عرض فني للفرقة الموسيقية للبحرية الملكية وعروض للطائرات المسيرة.
جدير بالذكر ان برنامج هذه الدورة تضمن فضاء للمعارض الذي ضم المعرض الجهوي للنشر والكتاب و معرض الاقتصاد الاجتماعي والتضامني كما سجل حضور أنواع موسيقية تراثية مغربية مثل فن عيساوة وفن أحيدوس، وفنون أخرى تنتمي للأطلس، والعيطة الجبلية، ناهيك عن نجوم في فن الغناء، مثل نعمان لحلو و حاتم إدار وسعيدة شرف ومحمد عدلي وزينة الداودية و بدر وعبي وأحد نجوم الفن الكناوي حميد القصري، كما شهدت الدورة الجديدة للمهرجان حضور التبوريدة (الفروسية التقليدية المغربية) وذلك طيلة أيام الفعاليات التي امتدت من 6 الى 9 من الشهر الجاري. 1

## تمويل المهرجان
في السابق كان تنظيم المهرجان يعتمد على الوسائل الذاتية للبلدية بالإضافة إلى بعض المنح التي يتلقاها من بعض المؤسسات العمومية. إلا انه خلال السنين الأخيرة، عرف تدبير المهرجان قفزة نوعية على مستوى البحث عن مصادر جديدة للتمويل ومأسستها عن طريق الشراكات مع المؤسسات العمومية وعقود الاستشهار الذي تساهم فيه كبريات المؤسسات الاقتصادية الوطنية. ذلك ان للشراكات والاستشهار: دور أساسي في إنجاح المهرجان وإشعاعه.

## التغطية الإعلامية
بالإضافة إلى التغطية التي يحظى بها المهرجان من طرف المنابر الإعلامية الوطنية والدولية المكتوبة منها والمسموعة والمرئية، فإن تنظيم المهرجان يتميز أيضا بمساهمة قيمة لشركاء إعلاميين للتعريف بالمهرجان والترويج له.
يحتفل سكان مدينة صفرو بالمغرب كل عام بإنتاج بساتينهم من الكرز، ويقام في هذه المناسبة مهرجان يستقطب السياح الأجانب والزوار، وكل عام تنتخب لجنة مختصة ملكة جمال من بنات المدينة، وهو تقليد دأب عليه المنظمون منذ عام 1920. و بسبب جائحة كورونا توقفت لمدة 4 سنوات تم عادت هذه السنة مدينة صفرو لتنظيم المهرجان  من 6 إلى 9 يونيو 2024, بمناسبة الذكرى المأوية لمهرجان حب الملوك الذي يحتفي كل سنة بهذه الفاكهة منذ سنة 1919.
هذه الدورة نظمت من طرف وزارة الشباب والرياضة والتواصل بشراكة مع المجلس البلدي وتخللتها انشطة ومعارض، وسهرات فنية إضافة إلى الكرنفال الذي عرف حضور الوزير المكلف بالقطاع إضافة إلى شخصيات  مدنية وامنية وممثلين عن هيأت دبلوماسية اجنبية معتمدة بالمملكة المغربية..
للاشارة، مهرجان حب الملوك مصنف ثرات لامادي إنساني من طرف اليونسكو منذ سنة 2012. 

## الغاء المهرجان
يشار إلى أن مهرجان حب الملوك تم إلغاؤه لثلاث مرات على التوالي (سنوات 2020 و2021 و2022) بسبب القيود التي فرضتها جائحة كورونا، وهو ما انعكس سلبا على سكان المدينة الذين يعتمد اقتصادها بشكل كبير على السياحة. غير أن الاستعدادات جارية على قدم وساق من طرف وزارة الثقافة المغربية والمجلس البلدي لصفرو  للاحتفال سنة 2024, وذلك لتوفيرتعبئة كبرى على جميع المستويات  وتقديم دورة تليق بالذكرى المأوية لمهرجان حب الملوك و ليستعيد بريقه كشيخ المهرجانات بالمغرب.

## روابط خارجية
الموقع الرسمي لمهرجان حب الملوك
الموقع الرسمي لجماعة صفرو
الموقع الرسمي لمنظمة اليونسكو
وزارة السياحة المغربية
وزارة الثقافة المغربية
المكتب الشريف للفوسفاط